# Área metropolitana de Palma de Mallorca
El área metropolitana de Palma de Mallorca es una zona urbana española situada alrededor de la bahía de Palma, en la isla de Mallorca, Islas Baleares. Es la 14.ª área metropolitana más importante de España.
Su población en 2010 es de 557.575 habitantes, con una densidad de 707,31 hab/km².

## Historia

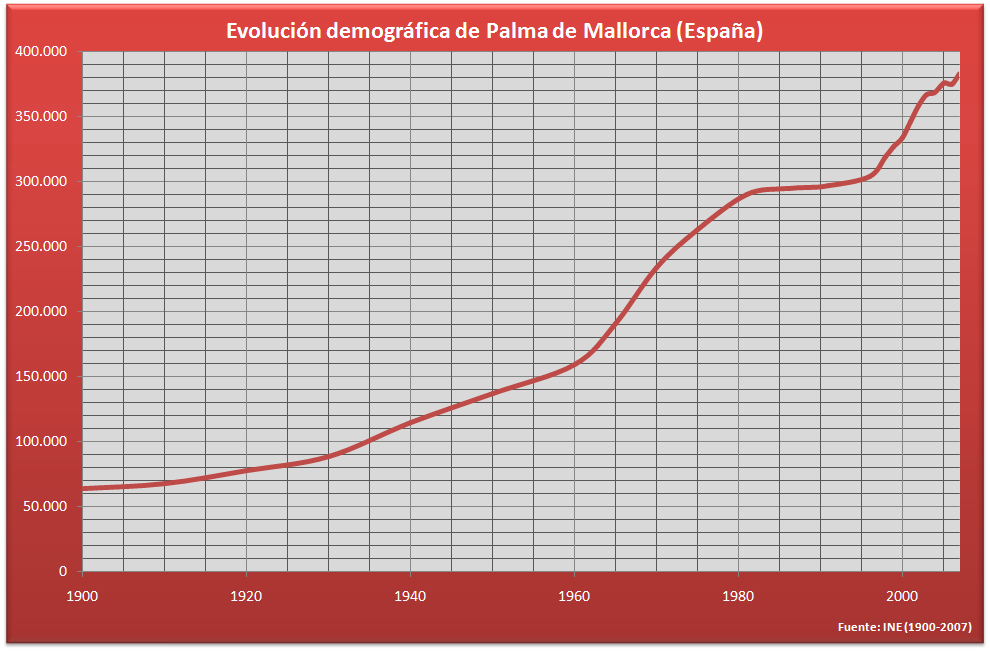
En el área metropolitrana de Palma de Mallorca residen unas 549.848 personas.

Según el proyecto AUDES5, el área metropolitana de Palma de Mallorca está formada por los municipios de Palma de Mallorca, Calviá, Llucmajor, Marrachí, Andrach, Buñola, Santa María del Camino, Esporlas y Puigpuñent.

## Política
Actualmente la mayoría de municipios del área metropolitana de Palma de Mallorca están gobernados por el PSOE.

## Municipios
| # | Escudo            | Municipio         | Extensión  | Población (INE 2018) | Densidad         |
| - | ----------------- | ----------------- | ---------- | -------------------- | ---------------- |
| 1 | Andrach           | Andrach           | 81,46 km²  | 11.004               | 135,08 hab./km²  |
| 2 | Buñola            | Buñola            | 84,70 km²  | 6.714                | 79.27 hab/km²    |
| 3 | Calviá            | Calviá            | 145,02 km² | 49.333               | 340,18 hab/km²   |
| 4 | Esporlas          | Esporlas          | 35,29 km²  | 5.020                | 142,25 hab/km²   |
| 5 | Llucmajor         | Llucmajor         | 327,33 km² | 36.358               | 111,07 hab/km²   |
| 6 | Marrachí          | Marrachí          | 54 km²     | 36.725               | 680,09 hab/km²   |
| 7 | Palma de Mallorca | Palma de Mallorca | 208,63 km² | 409.661              | 1.963,58 hab/km² |
| 8 | Puigpuñent        | Puigpuñent        | 42,31 km²  | 1.967                | 46,49 hab/km²    |
|   |                   | TOTAL             | 978,74 km² | 556.782              | 568,87 hab/km²   |

## Sanidad

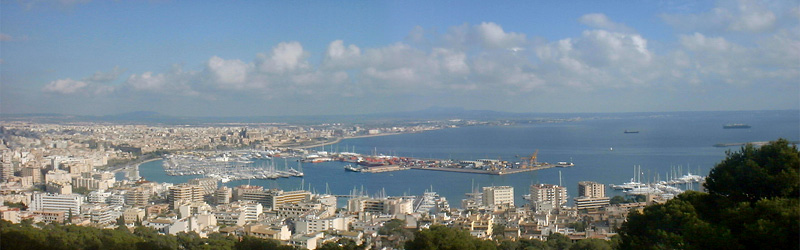
Panorámica de Palma de Mallorca desde el Castillo de Bellver

El hospital de referencia para la ciudad de Palma es Son Espases, aunque para algunas localidades del área metropolitana el hospital de referencia es el Hospital Son Llatzer.

## Economía
Los dos principales motores de la economía son el turismo y la construcción, habiendo relegado a un segundo plano a la industria (piel, calzado, muebles, cerámica, perlas, joyería, bisutería) y al sector primario (agricultura, ganadería, pesca, minería), si bien las administraciones locales se esfuerzan últimamente por diversificar la economía potenciando otros sectores. En este sentido las industrias mallorquinas de hostelería se encuentran entre las primeras de España e, incluso, del mundo entero. Las localidades que concentran mayor número de turistas se encuentran entre el término municipal de Calviá, concretamente en la localidad turística de Magaluf, siguiéndole el distrito de la capital Playa de Palma, en especial El Arenal. En 2008 muchas de las antiguas posesiones mallorquinas fueron reconvertidas en establecimientos hoteleros de turismo rural, como es el caso de Son Boronat, (donde puede apreciarse un sistema de canales árabe y la verdadera torre de defensa de la finca, fechada en el siglo XIV.) aunque muchas otras, como La Porraza continúan con pequeña actividad agrícola y como mansión vivienda de sus propietarios.
Una de las bahías de la isla con cierto renombre internacional, consiste en Portals Vells con la cala de El Mago que debe su nombre a una película que se filmó allí en 1967 con Anthony Quinn, Candice Bergen y Michael Caine como protagonistas. En principio la película debía ser rodada en Grecia, pero el golpe de Estado ocurrido ahí, hizo que la productora mudase el escenario y el nuevo lugar escogido fuese Mallorca. Las críticas cinematográficas se deshacían con elogios hacia el precioso lugar del Egeo, hasta que un emigrante mallorquín escribió a las publicaciones para demostrarles que en realidad se trataba de una playa mallorquina y no de un lugar en Grecia.

## Transporte

### Aire

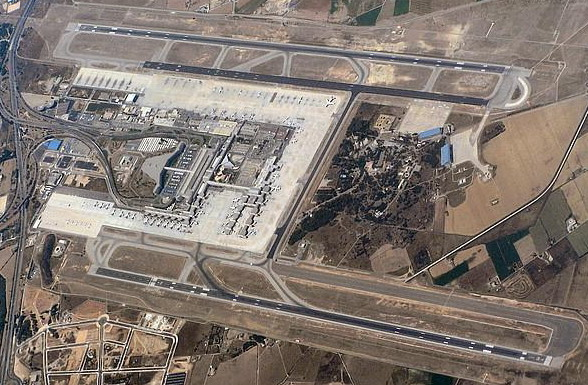
Aeropuerto de Palma de Mallorca.

La ciudad cuenta con un aeropuerto civil y militar situado a 8 km al este del centro de la ciudad: el Aeropuerto de Palma de Mallorca. Es el tercer aeropuerto español por número de pasajeros, sólo detrás del Aeropuerto de Madrid-Barajas y del Aeropuerto de Barcelona, con un tráfico muy concentrado en verano, a diferencia de estos dos que tienen un tráfico más homogéneo a lo largo del año. Este aeropuerto tiene conexiones diarias con las ciudades principales de la península (Madrid, Barcelona, etc.), con las otras islas (Aeropuerto de Menorca y Aeropuerto de Ibiza) y con las principales ciudades del Reino Unido y Alemania.
El antiguo aeropuerto de Palma, el aeródromo de Son Bonet, sigue operativo para vuelos de aviación general. Está situado en el municipio de Marrachí.

### Mar

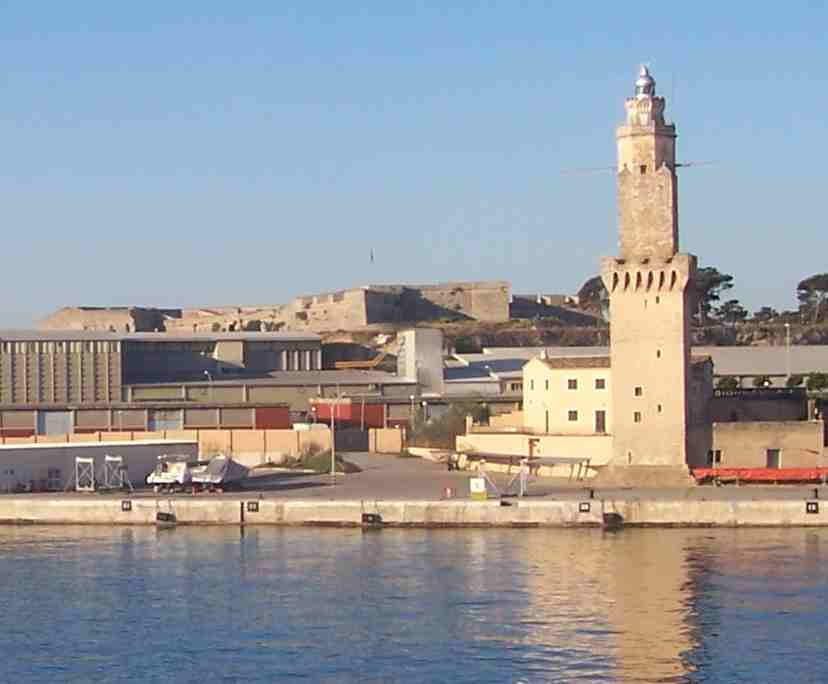
Dique del oeste en Portopí, cerca del puerto.

El Puerto de Palma de Mallorca es el puerto más grande e importante de las Islas Baleares. Actualmente cubre una extensa línea de costa comprendida entre el Moll Vell (Muelle Viejo), frente a la catedral, y el Dique del oeste (junto al barrio de Portopí). Es utilizado para el transporte de mercancía, barcos pesqueros, embarcaciones de recreo, transporte de pasajeros y buques militares. Existen dos estaciones marítimas en servicio en el Muelle de Peraires, desde donde operan los cruceros y los barcos de línea regular con destino a Barcelona, Valencia, Ibiza, Mahón o Denia. Debido al incremento del número de cruceros que hacen escala en Palma se ha habilitado una tercera estación marítima en el Dique del oeste y actualmente se van a iniciar las obras para construir sobre las dos antiguas estaciones dos nuevas.

### Carretera

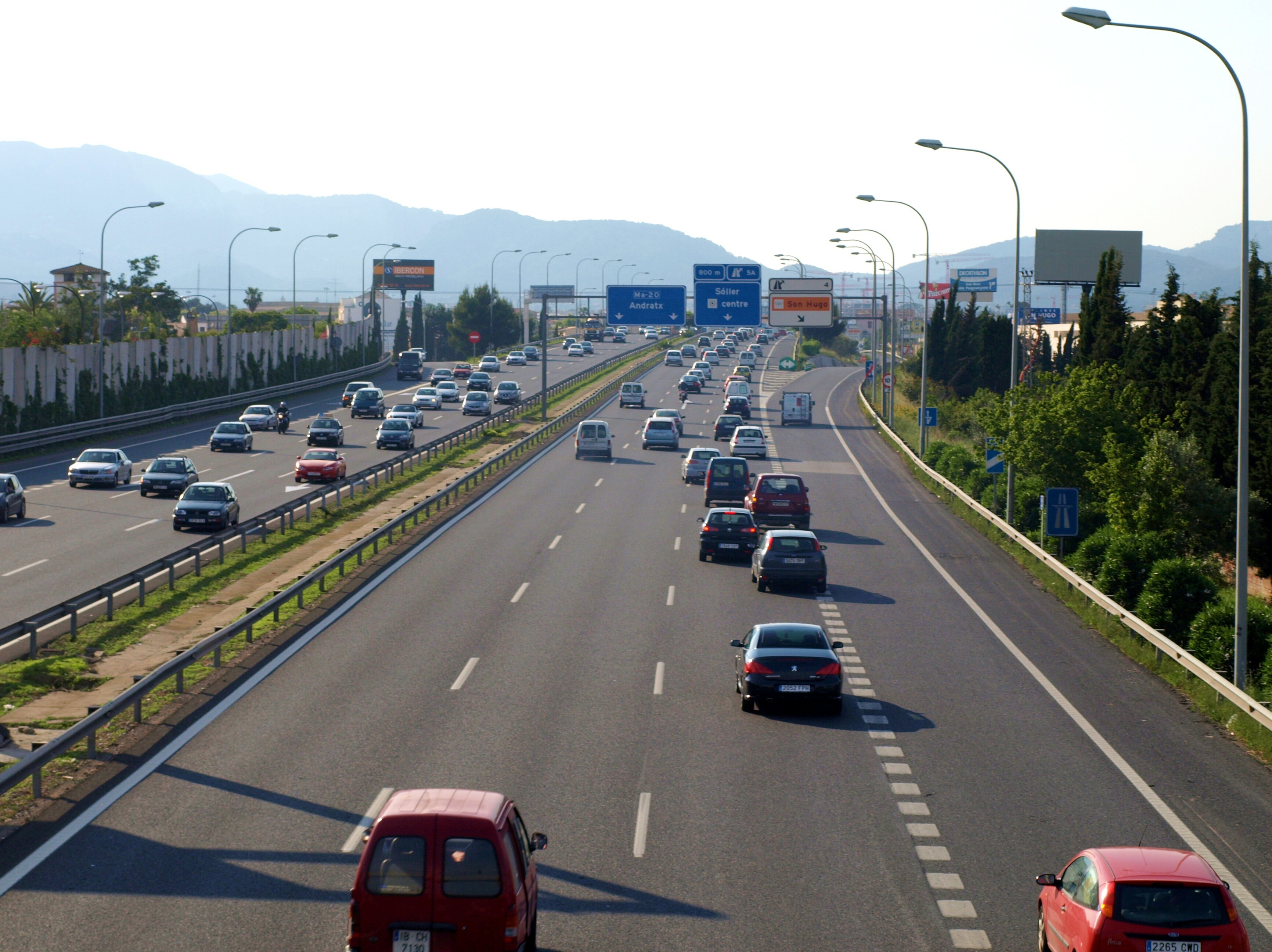
Vía de cintura (Ma-20).

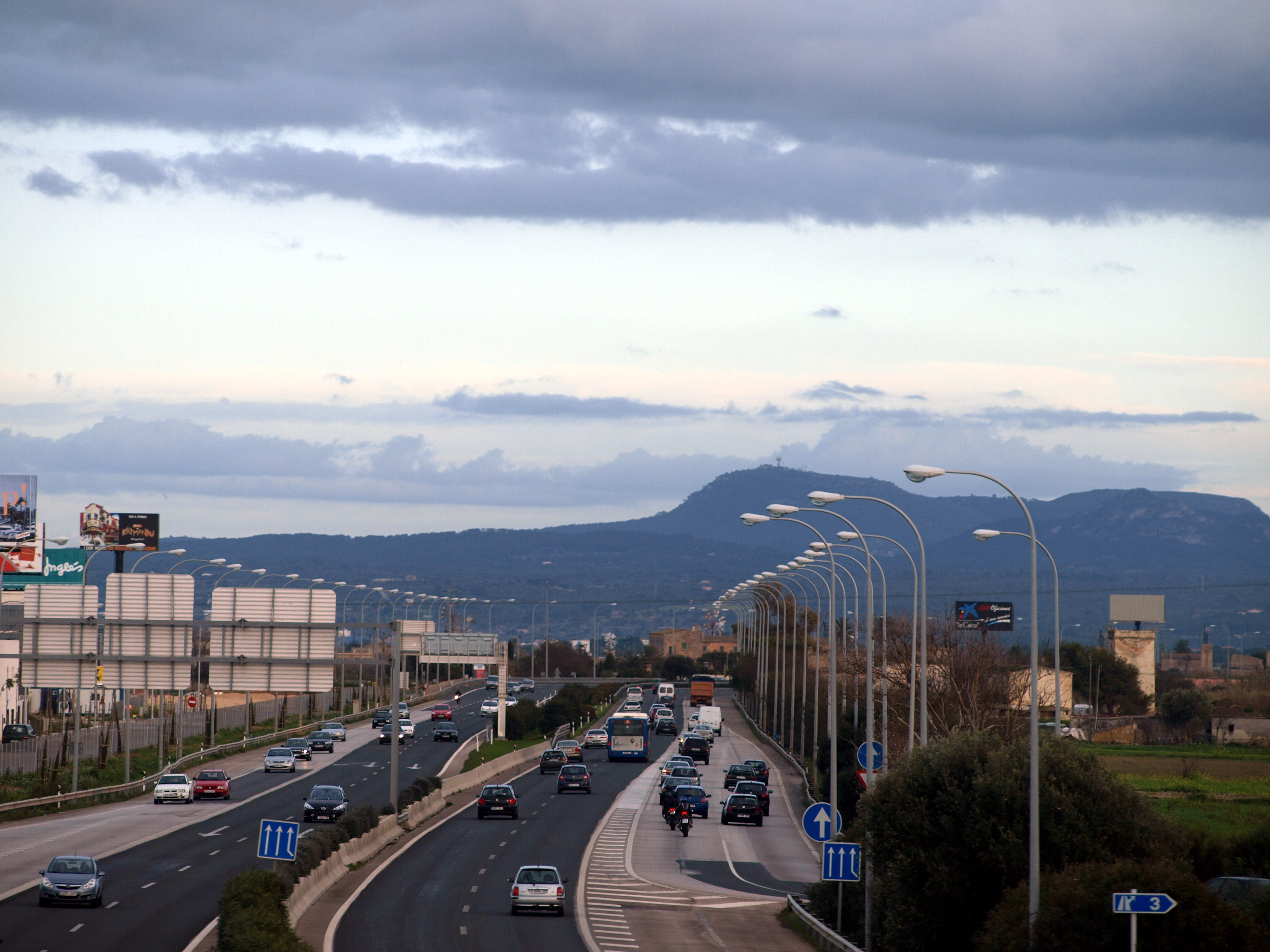
Autopista de Levante (Ma-19).

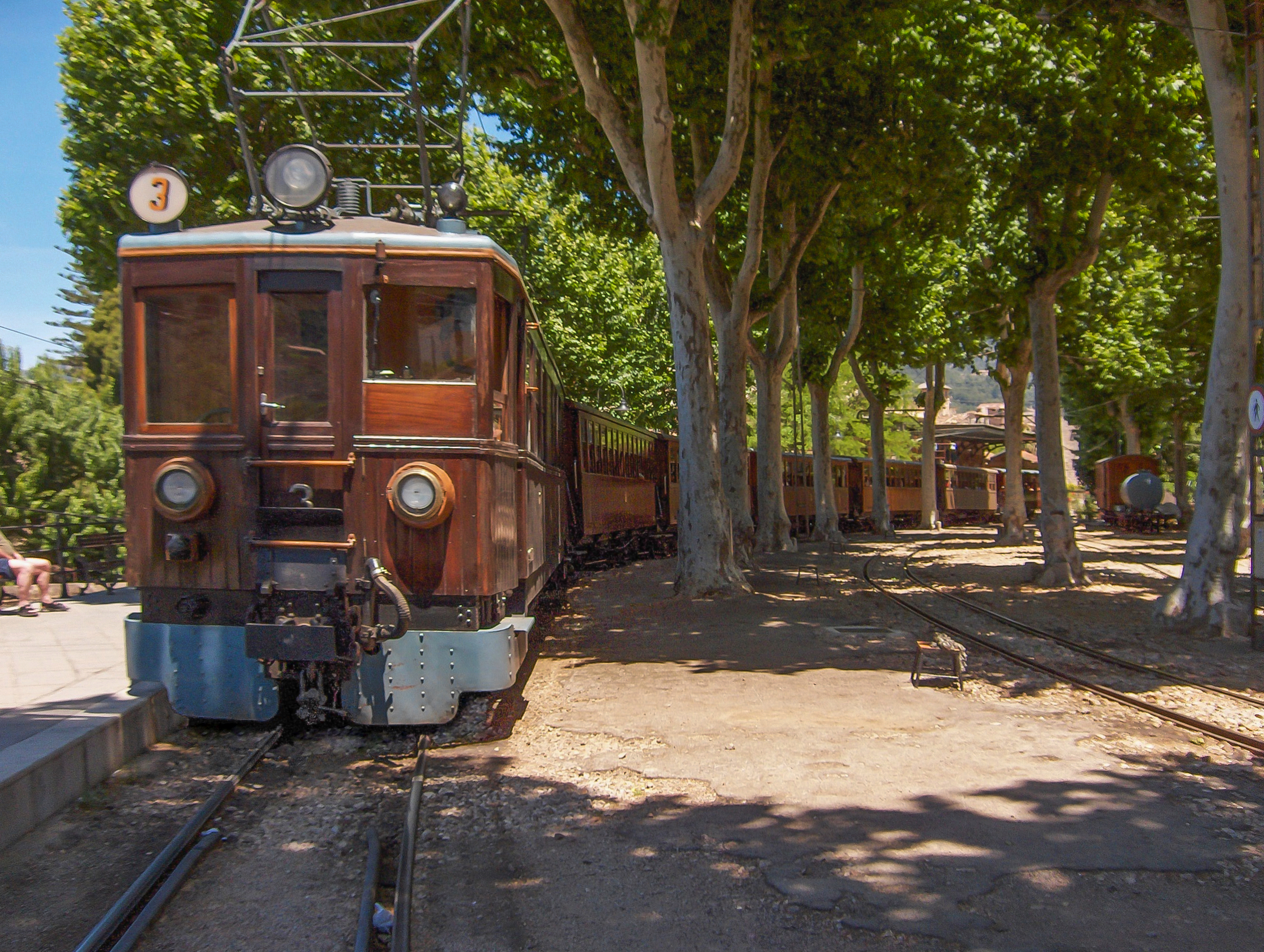
Ferrocarril de Sóller.

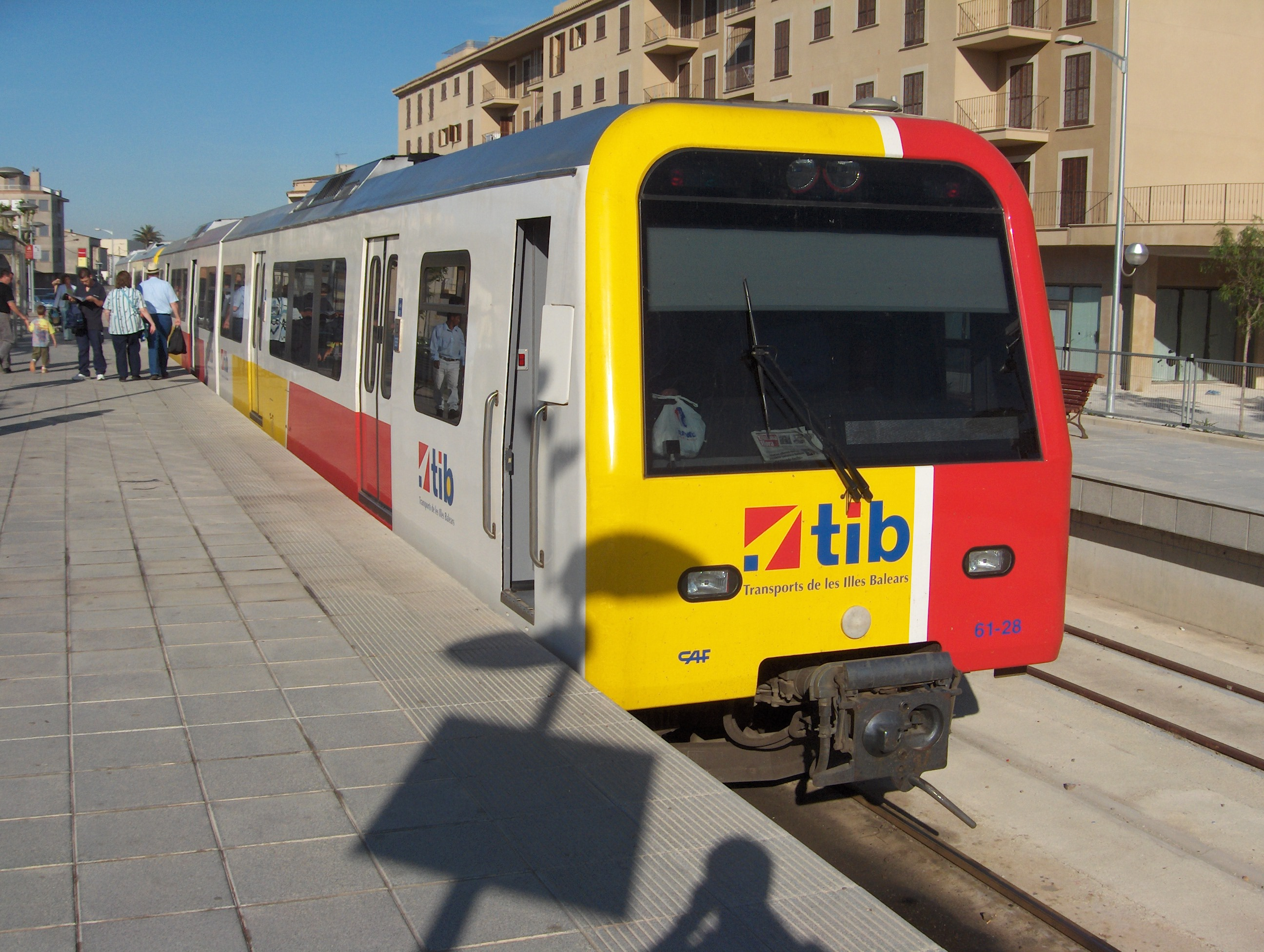
Tren de la línea Palma - Inca - Manacor.

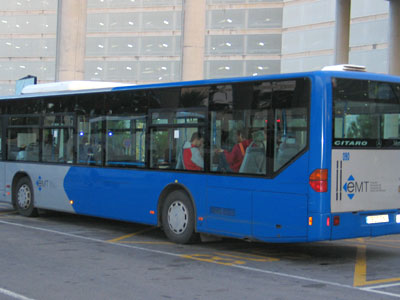
Línea 1 de buses que cubre el recorrido entre ella, el puerto y el aeropuerto.

Los grandes ejes viarios de Mallorca confluyen en Palma. Se han mejorado los accesos a Palma por carretera, tradicionalmente colapsados en las horas punta. Así, en 1990 se creó la Vía de cintura, autopista de circunvalación que desvía el tráfico del casco urbano. En la actualidad hay planes para la creación de un segundo cinturón que rodee la ciudad de Palma.
- Autopista de Poniente  (Ma-1):   Palma de Mallorca - Peguera -[4]- Andrach.
- Autopista Palma - La Puebla  (Ma-13): Palma de Mallorca - Inca - La Puebla
- Carretera de Manacor  (Ma-15):   Palma de Mallorca - Manacor -[4]- Capdepera
- Autopista de Levante  (Ma-19):   Palma de Mallorca - Playa de Palma - Llucmajor -[4]- Santañí
- Vía de cintura  (Ma-20):   Circunvalación de Palma de Mallorca

Distancias
La siguiente tabla muestra las distancias entre Palma a las localidades más importantes de la isla.
| Localidades   | Distancia (km) | Localidades           | Distancia (km) | Localidades       | Distancia (km) |
| ------------- | -------------- | --------------------- | -------------- | ----------------- | -------------- |
| Andrach       | 27,7           | Calviá                | 19,2           | Puigpuñent        | 15,4           |
| Esporlas      | 13,8           | Valldemosa            | 17,9           | Buñola            | 15,9           |
| Sóller        | 23,3           | Deyá                  | 27,7           | Escorca           | 44,1           |
| Marrachí      | 12,3           | Inca                  | 34,9           | La Puebla         | 45,9           |
| Alcudia       | 57,9           | Artá                  | 82,9           | Pollensa          | 57,3           |
| Manacor       | 52,7           | Capdepera             | 80             | Algaida           | 22             |
| Llucmajor     | 27,8           | Campos                | 39,8           | Santañí           | 52,2           |
| Sinéu         | 33,7           | Felanich              | 50,6           | Porreras          | 40,2           |
| Santa Eugenia | 24,5           | Alaró                 | 29,8           | Petra             | 49,7           |
| Montuiri      | 33             | Villafranca de Bonany | 41,6           | María de la Salud | 51,6           |

### Autobuses Interurbanos
Las líneas regulares de autobuses con destino a todos los pueblos de la isla (SRC...) son operadas por compañías privadas mediante adjudicaciones públicas a través del TIB (Transportes de las Islas Baleares). Los autocares que dan este servicio se destacan por sus colores rojo y amarillo. Todas operan desde la estación de autobuses abierta cerca de la plaza España donde hay una estación intermodal (bus, tren y metro) inaugurada en 2007.

### Ferrocarril
Palma dispone de varias estaciones de ferrocarril operadas por dos compañías diferentes.
La estación Intermodal Plaza de España es gestionada por la compañía pública Servicios Ferroviarios de Mallorca (SFM). Desde esta estación operan los ferrocarriles de las líneas Palma-Inca, Palma-La Puebla y Palma-Manacor. En esta estación también opera el metro.
La estación de ferrocarril de Sóller es gestionada por la compañía privada Ferrocarril de Sóller SA. La utilizan los trenes de la línea Palma-Sóller. Esta línea es utilizada por trenes clásicos, originales de principio del siglo XX y poseen más de 100 años. Se trata de un tren muy visitado por turistas.

### Transportes metropolitanos

#### Autobuses urbanos
Las 31 líneas de autobuses urbanos son operadas por la empresa de titularidad municipal EMT (Empresa Municipal de Transportes).
La flota actual, cuenta con 150 vehículos, la mayoría de la marca Mercedes-Benz, de los cuales 12 de ellos disponen de un motor diésel de 125 kW que arrastra un generador eléctrico. Esta combinación de motor híbrido diésel-eléctrico permite un menor consumo de combustible y una disminución del ruido en el centro de la ciudad. Los autobuses son identificables por su colores azul y gris, realizando las rutas que unen el centro de la ciudad con los barrios además de varias líneas periféricas o de circunvalación.
Las marquesinas, nombre que reciben las paradas de los autobuses por su diseño llamativo, tienen una cubierta modular y su diseño se basó en las hojas de los árboles, con tal de crear un espacio fresco y luminoso, sin olvidar la protección de la lluvia y del viento.

#### Carril-bici
A partir del Plan de integración de la bicicleta como iniciativa para Palma de Mallorca, el carril-bici de Palma contará con 40 kilómetros, cuando esté completado, y se prevén centros de servicios a la bicicleta, con aparcamientos y toda la información de itinerarios, ubicados en las zonas más estratégicas y concurridas.
Además se ha incorporado a la red de carriles bici un sistema de alquiler de bicicletas públicas similar al existente en otras ciudades españolas y europeas, Aparca y Pasea.

#### Metro
El 25 de abril de 2007 entró en servicio la primera línea del metro de Palma (L1) que une la plaza de España con el campus de la Universidad de las Islas Baleares, pasando por el barrio de Son Oliva, el Polígono industrial de Son Castelló y el núcleo metropolitano de Son Sardina.

#### Taxis
Existe una flota de 1246 taxis. Todos dotados de aire acondicionado y de los cuales más de la mitad poseen emisora, siendo cinco las compañías existentes en la actualidad: Taxis Palma, Radio-Taxi, Fono-Tele Taxi, Taxi Teléfono y Taxi para minusválidos. Hasta el cambio de color que se produjo por el Decreto Municipal n.º 19985 de 15 de octubre de 1999, los taxis de Palma, desde hacía 50 años habían sido del característico color marfil y negro. Actualmente son de color blanco.